# Nom propre (philosophie)
Ne doit pas être confondu avec Nom propre.
En philosophie du langage, un nom propre désigne un être linguistique défini par John Stuart Mill et Gottlob Frege comme étant une expression, un signe ou une combinaison de signes qui désigne un objet déterminé (au sens large, privé des concepts et des relations).
Depuis Mill, les philosophes s'interrogent sur la façon dont fonctionne un nom propre. Comment désigne-t-il des individus ?

## Mill
La théorie des noms propres chez John Stuart Mill (Logique, 1843, I, ch. II, §5) repose sur la distinction conceptuelle entre connotation et dénotation. La connotation d'un nom est ce que l'on appelle en logique classique sa compréhension : c'est-à-dire l'ensemble des propriétés désignées. Par exemple, le nom « homme » a pour connotation les propriétés d'être corporel, animal, raisonnable. La dénotation est l'ensemble des individus rassemblés par ce nom ; pour le nom « homme », ce sera l'ensemble des hommes existant sur la planète.
Or, les noms propres constituent un cas-limite de cette distinction. Ce sont en effet des termes possédant une dénotation (ils désignent un individu, une chose, une ville, etc.), mais pas de connotation (de signification). Certes, la ville de Dartmouth se nomme ainsi parce qu'elle se trouve à l'embouchure de la Dart ; mais si le fleuve, ensablé, suivait un autre cours et ne traversait plus cette ville, ce nom n'en continuerait pas moins de la désigner.
On classe souvent cette théorie dans celles que l'on appelle « de la référence directe », car le nom propre renvoie directement à un objet, sans passer par une signification.

## Frege
Frege, dans Sens et Dénotation (Sinn und Bedeutung, parfois traduit par Sens et référence, 1896), développe une théorie du nom propre différente de celle de Mill. C'est une théorie que l'on appelle « de la référence indirecte » : les noms propres ont un sens, et pas seulement une dénotation (référence).
Pour le montrer, Frege prend pour exemple des cas où un seul individu est désigné par plusieurs noms propres. L'« étoile du matin » et l'« étoile du soir » désignent le même objet, mais pas sous le même « mode de donation » : dans un cas, on parle de l'étoile que l'on voit le matin ; dans l'autre, de celle qu'on voit le soir. C'est un même objet, mais qui nous
est donné de deux façons différentes. Il n'est donc pas tautologique de dire « l'étoile du matin est l'étoile du soir » : cela peut nous apprendre quelque chose (cf. jugement synthétique), ce n'est pas comme si l'on disait « l'étoile du matin est l'étoile du matin » (jugement analytique).
Frege en conclut qu'un nom propre n'a pas seulement une dénotation (c'est-à-dire ne désigne pas directement l'objet), mais n'a de dénotation que parce qu'il a d'abord un sens (c'est-à-dire contient une certaine façon pour l'objet de se donner).
Un autre exemple permet à Frege de confirmer sa théorie : l'usage fictionnel des noms propres. On se trouve parfois en présence de noms propres qui ont un sens, mais pas de dénotation. Par exemple, quand je lis « Ulysse fut déposé sur le sol d'Ithaque dans un profond sommeil », le nom « Ulysse » a un sens (par exemple « le roi d'Ithaque et l'inventeur du cheval de Troie »), mais vraisemblablement pas de dénotation.

## Russell
Dans l'article On denoting, Russell critique la théorie fregéenne du nom propre. Selon lui, les noms propres sont des descriptions définies qui peuvent être ramenées à des descriptions indéfinies grâce à l'usage de quantificateurs existentiels. Les seuls véritablement noms propres, c'est-à-dire les noms logiquement propres, sont les concepts qui se réfèrent à un individu que nous connaissons par façon directe (acquaintance) et non par des descriptions (« le philosophe qui est mort à Athènes » pour « Socrate »). (voir description définie pour plus de détails).

## Néo-descriptivisme
Le principal inconvénient du descriptivisme est de savoir quelle signification exactement est attachée à un nom propre particulier. Par exemple, qu'entend-on par « Aristote » ? « L'élève de Platon et le maître d'Alexandre le Grand » ? « L'auteur de la Métaphysique » ? etc. Pour un nom propre donné, on peut trouver un nombre indéfini de descriptions possibles.
La réponse de Frege est d'accuser les langues naturelles d'imprécision ; selon lui, dans l'usage courant du langage, cette 
imprécision est sans importance, mais ces fluctuations doivent être évitées dans une science démonstrative, et rejetées d'une langue parfaite.
Mais on a apporté plus tard une autre réponse à ce problème, avec la théorie des clusters. Selon elle, un nom propre est un faisceau de descriptions, et non une description unilatérale. Ainsi, le nom « Aristote » a pour sens non seulement « l'élève de Platon et le maître d'Alexandre le Grand », mais également « l'auteur de la Métaphysique », etc.

## Kripke
Dans La Logique des noms propres (Naming and Necessity, 1972), Saul Kripke critique la théorie descriptiviste de Frege et Russell, mais également le néo-descriptivisme, pour revenir à une théorie de la référence directe.
Kripke s'appuie sur des hypothèses contrefactuelles. Quand nous parlons de Gödel, nous avons en tête l'inventeur du théorème d'incomplétude. Par exemple, si l'on dit « Gödel est né en 1906 », on peut remplacer cette proposition par « l'inventeur du théorème d'incomplétude est né en 1906 » ; Frege, comme Russell, accepteraient cette formulation.
Cependant, supposons que l'on découvre un jour que ce n'est pas Gödel qui a écrit le théorème d'incomplétude, mais qu'il l'a volé à un certain « Schmidt ». Dans ce cas, si le nom « Gödel » signifie « l'inventeur du théorème d'incomplétude », alors la proposition « Gödel est né en 1906 » sera fausse, si Schmidt n'est pas né en 1906.
Kripke veut montrer les apories du descriptivisme pour le remplacer par une théorie de la référence directe, que l'on peut résumer par la thèse suivante : les noms propres sont des désignateurs rigides. Le nom « Gödel » désigne un même individu précis, quelles que soient les propriétés qu'on lui attribue ou qu'on lui retire par la suite (être ou non l'inventeur du théorème d'incomplétude, par exemple). C'est en cela que le nom « Gödel » diffère de la propriété « inventeur du théorème d'incomplétude » qui est ce que Kripke nomme un désignateur non rigide. En effet, l'expression « inventeur du théorème d'incomplétude », contrairement au nom  « Gödel » pourrait, quant à elle, désigner un autre individu, Schmidt par exemple.   
Kripke s'appuie également sur une théorie du baptême. C'est parce qu'il y a une relation causale de désignation qu'un nom propre peut désigner rigidement un individu. Par exemple, on baptise un individu en disant : « Il s'appellera Médor » ; et c'est parce qu'on a procédé à ce baptême que le nom « Médor » désignera en effet cet individu.

## Aujourd'hui
Aujourd'hui, il existe deux écoles qui rivalisent : d'un côté, des théoriciens néo-descriptivistes (théorie de la référence indirecte), dans la lignée de Frege ; de l'autre, des théoriciens de la référence directe.